# Julius Lenhartz
Julius Lenhartz (* 6. November 1839 in Ladbergen; † 29. Dezember 1926 in Hamm) war ein deutscher Architekt und Bauunternehmer. Er lebte und arbeitete in Hamm, sein bedeutendstes Bauprojekt war die Hammer Synagoge von 1868.

## Familie
Julius Lenhartz’ Vater Gustav Lenhartz wurde in Halbach bei Lüttringhausen geboren und besuchte später das Akademische Gymnasium zu Hamm. Während dieser Zeit wohnte er bei der Witwe des Oberlandesgerichtsrats Terlinden, die mütterlicherseits eine Nachfahrin der hochadeligen Freiherren von Strünkede war, und deren Tochter Charlotte am 18. Juli 1837 seine Ehefrau wurde. 1830 bestand Gustav Lenhartz seine Abschlussprüfung am Hammer Gymnasium mit der Note „sehr gut“ und studierte Theologie an der Universität Halle, der Friedrich-Wilhelms-Universität Berlin und der Rheinischen Friedrich-Wilhelms-Universität Bonn. Nachdem er seinen Militärdienst als Einjährig-Freiwilliger beim Füsilier-Bataillon des 15. Infanterieregiments in Bielefeld absolviert hatte, arbeitete er als Hauslehrer des Freiherrn von Forstner und wurde schließlich im Dezember 1836 zum evangelischen Pfarrer in Ladbergen gewählt.
Julius hatte noch eine ältere Schwester namens Adelheid und einen jüngeren Bruder namens Gustav. Die Mutter starb im Juni 1843 nach der Geburt des jüngsten Bruders Theodor, der im Alter von 1 ½ Jahren ertrank. Gustav Lenhartz heiratete im August 1845 Sophie Möllenhof, eine Freundin seiner ersten Frau und Tochter des Hammer Oberlandesgerichtsrats Möllenhof. Aus dieser Ehe gingen weitere fünf Kinder hervor.
1865 heiratete Julius Lenhartz in Unna Elise Herbrecht.

## Leben
Julius Lenhartz’ Neigung zur Architektur ergab sich im Alter von vierzehn Jahren. Er erlebte den Kirchenneubau in Ladbergen mit und durfte den Bauhandwerkern bei der Arbeit zur Hand gehen. Schließlich absolvierte er eine Lehre zum Maurer und Zimmermann. 1864 machte sich Julius Lenhartz in Hamm, der Heimatstadt seiner Mutter, als Bauunternehmer selbstständig. Am 15. März 1886 trat er in die Johannisloge „Zum hellen Licht“ ein. Er erwarb sich bald einen guten Ruf und galt zudem als Experte für Sakralbau.
Aus diesem Grund wählte ihn die Synagogengemeinde Hamm im März 1868 für den Neubau der Synagoge an der Weststraße aus. Der Vorstand der Synagogengemeinde Hamm, vertreten durch die Herren Löb, Cahn und Spanier, schloss mit Julius Lenhartz einen sogenannten „Enterprise-Contract“. Lenhartz sollte den Synagogen-Altbau abreißen und auf den gemeindeeigenen Parzellen Flur V Nr. 442 und Nr. 443 eine neue Synagoge errichten, wobei der Hofraum hinter dem Schul- und Gemeindehaus an der damaligen Kleinen Weststraße 5 mitbenutzt werden sollte. Laut seiner Unterschrift zeichnete und entwarf Lenhartz den Entwurf zu einer neuen Synagoge Hamm am 22. Februar 1868. Lenhartz führte die Arbeiten fristgerecht durch, so dass die Synagoge am 22. August 1868 eingeweiht werden konnte. Sie war sein bedeutendstes Bauprojekt.
Als 1877 eine Freiwillige Feuerwehr gegründet werden sollte, war Lenhartz einer der ersten, der dort eintrat. Zwischen 1890 und 1894 bekleidete er das Amt eines Hauptmanns. Im 1879 begründeten Schützenverein Westenfeldmark ist er als Ehrenmitglied nachgewiesen. 1899 betätigte er sich als Teilhaber der Bauunternehmung Lenhartz & Fiik auch als Königlicher Lotterie-Einnehmer.
Julius Lenhartz starb am 29. Dezember 1926 im Alter von 87 Jahren in Hamm.